# Epitonium babylonia
Epitonium babylonia är en snäckart som först beskrevs av Dall 1889.  Epitonium babylonia ingår i släktet Epitonium och familjen vindeltrappsnäckor. Inga underarter finns listade i Catalogue of Life.